# Japanese Journal of Mathematics
Le Japanese Journal of Mathematics est la revue scientifique de la société mathématique du Japon éditée par Springer Nature.
Elle a été publiée à partir de 1924 sous l'égide du Conseil National de la Recherche du Japon avant de passer sous celle de la Société Mathématique en 1974.
Dans sa nouvelle série, de 1975 à 2005, elle publie avec la société d'édition Kunokinya des articles choisis par 14 journaux.
Depuis 2006 elle publie une troisième édition avec Springer Nature avec une version en ligne et en introduisant des articles de synthèse.
Le journal est indexé et résumé dans Journal Citation Reports/Science Edition, Science Citation Index Expanded, zbMATH et Mathematical Reviews. 